# القناطر الخيرية (مركز)
مركز القناطر الخيرية ، مركز إداري مصري. يقع في محافظة القليوبية ضمن إقليم القاهرة الكبرى في جمهورية مصر العربية. القاعدة الإدارية للمركز هي مدينة القناطر الخيرية.